# District du Tripura méridional
Le district du Tripura méridional (hindi : দক্ষিণ ত্রিপুরা জেলা) est un district de l'État du Tripura, en Inde.

## Géographie
Au recensement de 2001, sa population était de 762 565 habitants.
Son chef-lieu est la ville de Belonia. 

La carte de districts